# Melaleucopis ortheziavora
Melaleucopis ortheziavora är en tvåvingeart som beskrevs av Curtis W. Sabrosky 1958. Melaleucopis ortheziavora ingår i släktet Melaleucopis och familjen markflugor.
Artens utbredningsområde är Peru. Inga underarter finns listade i Catalogue of Life.